# Desideria Rayner
Desideria Rayner (Roma, 26 gennaio 1971) è una montatrice italiana.

## Biografia
Si laurea in filosofia all'università la Sapienza di Roma. Collabora con la rivista l'Espresso, i canale televisivi Rai News 24 e My-Tv, il programma radiofonico Golem e il programma televisivo Blob.
Dal 2001 lavora come montatrice, prima di documentari e poi anche di lungometraggi di fiction, collaborando, fra gli altri, ai film L'orchestra di piazza Vittorio di Agostino Ferrente, alle opere della coppia Gustav Hofer e Luca Ragazzi (Improvvisamente l'inverno scorso), ai film Salvo, di Fabio Grassadonia e Antonio Piazza, N-Capace, di Eleonora Danco e Ricordi?, di Valerio Mieli, per il lavoro sul quale riceve consensi dalla critica nazionale e internazionale.
Ha fatto parte della giuria del Premio Solinas.
Nel 2012 riceve il premio cinematografico Mario Gallo e collabora alla sceneggiatura del film La città ideale, di cui cura anche il montaggio.
Nel 2019 viene candidata al Ciak d'oro come migliore montatrice per il film Ricordi? e, per lo stesso film, al Nastro d'argento al migliore montaggio.
È codirettrice (insieme a Matteo Gherardini) del corso di montaggio della sede siciliana del Centro sperimentale di cinematografia.

### Vita privata
È sposata con l'attore Luigi Lo Cascio, con cui ha avuto due figli.

## Filmografia
- Carol Rama - Di più, ancora di più, regia di Simone Pierini - documentario (2003)
- Chi?, regia di Enrico Vecchi - cortometraggio (2004)
- La comunità invisibile, regia di Bartolomeo Pietromarchi - documentario (2004)
- Ciro e Priscilla, regia di Fabiana Sargentini - documentario (2005)
- L'orchestra di piazza Vittorio, regia di Agostino Ferrente - documentario (2006)
- Siluro rosso - La straordinaria storia di Rubén Gallego, regia di Mara Chiaretti - documentario (2006)
- Angeli dark, regia di Paolo Guglielmotti - cortometraggio (2007)
- Il senso degli altri, regia di Marco Bertozzi - documentario (2007)
- Giorgio/Giorgia - Storia di una voce, regia di Gianfranco Mingozzi - documentario (2008)
- Il pacco, regia di Desideria Rayner - cortometraggio (2008)
- Cosa deve fare Napoli per rimanere in equilibrio sopra un uovo, regia di Sara Pozzoli - documentario (2009)
- Rita, regia di Fabio Grassadonia e Antonio Piazza - cortometraggio (2009)
- Crisi di classe, regia di Giovanni Pedone - documentario (2010)
- E poi venne il silenzio, regia di Irish Braschi - documentario (2010)
- Standing Army, regia di Thomas Fazi ed Enrico Parenti - documentario (2010)
- Ferrhotel, regia di Mariangela Barbanente - documentario (2011)
- Improvvisamente l'inverno scorso, regia di Gustav Hofer e Luca Ragazzi - documentario (2011)
- Italy: Love It, or Leave It, regia di Gustav Hofer e Luca Ragazzi - documentario (2011)
- Il numero di Sharon, regia di Roberto Gagnor - cortometraggio (2011)
- La città ideale, regia di Luigi Lo Cascio (2012)
- Dieci cadute, regia di Nicola Console - cortometraggio (2012)
- Salvo, regia di Fabio Grassadonia e Antonio Piazza (2013)
- N-Capace, regia di Eleonora Danco (2014)
- What Is Left?, regia di Gustav Hofer e Luca Ragazzi - documentario (2014)
- Luoghi comuni, regia di Angelo Loy - documentario (2015)
- Monitor, regia di Alessio Lauria (2015)
- Alain Daniélou - Il labirinto di una vita, regia di Riccardo Biadene - documentario (2017)
- Tito e gli alieni, regia di Paola Randi (2017)
- Ricordi?, regia di Valerio Mieli (2018)
- Il prigioniero, regia di Federico Olivetti - cortometraggio (2018)
- Magari, regia di Ginevra Elkann (2019)
- Anima bella, regia di Dario Albertini (2021)
- No tenemos miedo, regia di Manuele Franceschini - documentario (2021)
- Essere oro, regia di Valentina Cenni - cortometraggio (2022)
- Nel mio nome, regia di Nicolò Bassetti - documentario (2022)
- Las leonas, regia di Isabel Achaval e Chiara Bondi - documentario (2022)
- Evelyne tra le nuvole, regia di Anna Di Francisca (2023)
- Io e il Secco, regia di Gianluca Santoni (2023)
- Le mie poesie non cambieranno il mondo, regia di Annalena Benini e Francesco Piccolo - documentario (2023)
- Te l'avevo detto, regia di Ginevra Elkann (2023)
- I diari di mio padre, regia di Ado Hasanović - documentario (2024)
- L'impero (L'Empire), regia di Bruno Dumont (2024)
- L'albero, regia di Sandra Petraglia (2024)

## Riconoscimenti
Premio Mario Gallo
- 2012

Nastro d'argento
- 2019 - Candidatura al Nastro d'argento al migliore montaggio per il film Ricordi?

Ciak d'oro
- 2019 - Candidatura al Ciak d'oro per il migliore montaggio per il film Ricordi?